# Parmaturus
Parmaturus – rodzaj drapieżnych ryb chrzęstnoszkieletowych z rodziny Pentanchidae.

## Rozmieszczenie geograficzne
Do rodzaju należą gatunki występujące w wodach zachodniego, południowo-zachodniego, północno-zachodniego i wschodniego Oceanu Spokojnego, południowo-zachodniego Oceanu Atlantyckiego i wschodniego Oceanu Indyjskiego.

## Morfologia
Długość ciała do 75 cm; masa ciała do.

## Systematyka
Rodzaj zdefiniował w 1906 roku amerykański ichtiolog Samuel Garman w artykule poświęconym nowym taksonom spodoustych opublikowanym w czasopiśmie Bulletin of the Museum of Comparative Zoology at Harvard College. Gatunkiem typowym jest (późniejsze oznaczenie) P. pilosus.

### Etymologia
- Parmaturus: gr. παρμη parmē ‘mała okrągła tarcza’; ουρα oura ‘ogon’[6].
- Dichichthys: gr. διχη dichē ‘dwojako’[7]; ιχθυς ikhthus ‘ryba’[8]. Gatunek typowy (oryginalne oznaczenie): Dichichthys melanobranchus Chan, 1966.

### Podział systematyczny
Do rodzaju należą następujące gatunki:
- Parmaturus albimarginatus Séret & Last, 2007
- Parmaturus albipenis Séret & Last, 2007
- Parmaturus angelae Soares, Carvalho, Schwingel & Gadig, 2019
- Parmaturus bigus Séret & Last, 2007
- Parmaturus campechiensis Springer, 1979
- Parmaturus lanatus Séret & Last, 2007
- Parmaturus macmillani Hardy, 1985
- Parmaturus melanobranchus (Chan, 1966)
- Parmaturus nigripalatum Fahmi & Ebert, 2018
- Parmaturus pilosus Garman, 1906
- Parmaturus xaniurus (Gilbert, 1892)